# Онуфер, Валерий Георгиевич
Валерий Георгиевич Онуфер (укр. Валерій Георгійович Онуфер; 10 февраля 1954, Сталино — 21 февраля 2011, Ужгород) — советский и украинский футбольный арбитр.

## Биография
Получил высшее образование в Львовском политехническом колледже.
Как футболист начал свою карьеру в дубле львовских «Карпат». Позже играл в сборной Закарпатской области, несколько раз получал приглашение от ФК «Закарпатье». В 1984 году врачи запретили заниматься футболом из-за постоянных травм.
В 1991 году стал главным арбитром в чемпионате СССР. Судил чемпионаты Украины до 2000 года, когда завершил судейскую карьеру.
27 мая 2000 года обслуживал финальный матч Кубка Украины между киевским «Динамо» и криворожским «Кривбассом».
В 1996 году Комитет арбитров Федерации футбола Украины рекомендовал предоставить статус судьи международного уровня, а ФИФА поддержала это предложение. Обслуживал несколько матчей национальных сборных и международных клубных соревнований, среди которых матч квалификации на Чемпионат Европы 2000 года между сборными Сан-Марино и Австрии, который состоялся 14 октября 1998 года на стадионе Олимпийский в городе Серравалле, Сан-Марино.
В рейтинге украинских футбольных арбитров занимает 5-е место, благодаря работе на отборочных играх чемпионатов мира и Европы, и считается одним из лучших футбольных судей в стране. В 2000 году, достигнув 45-летнего возраста, завершил судейскую деятельность. После этого, до 2003 года работал на матчах УПЛ как инспектор ФФУ.
После продолжительной болезни скончался 21 февраля 2011 года, на 58-м году жизни, в Ужгороде. Похоронен на кладбище одного из пригородов Ужгорода Доманинцы.